# چارلز پرات جونیور
چارلز پرات جونیور (انگلیسی: Charles Pratt Jr.؛ زادهٔ ۶ ژانویهٔ ۱۹۵۵) فیلم‌نامه‌نویس، تهیه‌کننده و کارگردان تلویزیونی اهل ایالات متحده آمریکا است.
از فیلم‌ها یا مجموعه‌های تلویزیونی که وی در آن‌ها نقش داشته‌است، می‌توان به بتی بی‌ریخته، کدبانوهای وامانده، مقاصد بی‌رحمانه، بورلی هیلز، ۹۰۲۱۰، سانست بیچ، سانتا باربارا و بیمارستان عمومی اشاره نمود.